# Sorter
Sorter (engl.) sind im Fachsprachgebrauch logistische Sortier- und Verteilsysteme:
- Kippschalensorter (Tilt tray sorter)
- Quergurtsorter (Belt tray sorter)
- Schuhsorter (Sliding shoe sorter)
- Fallklappensorter
- Kammsorter
- Helixsorter
- Ringsorter
- Taschensorter